# Pas de Vermilion
El pas de Vermilion, de 1.680 msnm, és un pas d'alta muntanya a les muntanyes Rocoses canadenques, que travessa la divisòria d'aigües continental d'Amèrica del Nord.
Comunica el Parc Nacional de Kootenay a la provincia de la Columbia Britànica amb el Parc Nacional de Banff a la província d'Alberta.